# 明神しじま
明神 しじま（みょうじん しじま、1989年4月15日 -）は、日本の小説家、推理作家。東京都生まれ。

## 略歴
2010年に短編「商人の空誓文」で第7回ミステリーズ！新人賞佳作（選考委員：桜庭一樹、辻真先、貫井徳郎）を深緑野分の「オーブランの少女」とともに受賞（この回の受賞作は、美輪和音の「強欲な羊」）。デビュー当時、早稲田大学人間科学部に在学。大学在学中、ワセダミステリクラブに所属。2022年、初の単行本『あれは子どものための歌』を刊行。

## 作品リスト

### 単行本
- あれは子どものための歌（2022年1月 東京創元社 ミステリ・フロンティア / 2025年4月 創元推理文庫）
  - 商人の空誓文 （『ミステリーズ！』vol.44 DECEMBER 2010）
  - あれは子どものための歌（『ミステリーズ！』vol.59 JUNE 2013）
  - 対岸の火事（『ミステリーズ！』vol.93 FEBRUARY 2019）
  - ふたたび、初めての恋（書き下ろし）
  - 諸刃の剣（書き下ろし）

### アンソロジー
「」内が明神しじまの作品
- ベスト本格ミステリ2014（2014年6月 講談社ノベルス）「あれは子どものための歌」
  - 【改題】子ども狼ゼミナール 本格短編ベスト・セレクション（2018年1月 講談社文庫）